# ウォーキング・デッド シーズン4
『ウォーキング・デッド シーズン4』（原題：The Walking Dead: The Final Season）は、アメリカのゲームスタジオTelltale GamesおよびSkybound Gamesが開発し、グローバル版が2018年8月から発売されたコンピュータゲーム。『ウォーキング・デッド（シーズン1）』からスタートしたシリーズ作品の第4作。

## 概要
ゲームの世界観や時間軸は「ウォーカー（ゾンビ）」の大群が世界に蔓延している過去作（シーズン1-3）から継続しており、4つのエピソードで構成される。前作のセーブデータを引き継ぐこと、また新規ゲーム開始時に前作までの経緯を選択することが可能で、それによってゲーム展開がいくらか変化する。
ゲームシステムは過去作と同様「ポイント＆クリック」のアドベンチャーゲームで、プレイヤーキャラクターを操作して様々なオブジェクトを調べたり人物と話をするなどしてゲームを進行させる。会話など多くの決断選択には時間制限があり、また戦闘時などでもアクション要素（QTE）が存在する。プレイヤーの選択や操作によって展開が分岐し、登場人物の生死やエンディングも変化する。
原題タイトルは『The Final Season』と銘打っているが、Telltaleクリエイティブ・ディレクターは「シーズン4は"クレメンタインの旅の終わり"」とだけ説明し、今後の新作や関連作の存在可能性を排除していない。
グローバル版は2018年8月14日にエピソード1、9月25日にエピソード2、2019年1月15日にエピソード3、3月26日に最終のエピソード4がリリースされた。音声は5ヶ国語、字幕およびインターフェイス文字は9ヶ国語に対応している。日本語は公式未対応。
本作は概ね好意的な評価を受け、キャラクター、ビジュアル、アップグレードされたゲームシステムが称賛された。特に最終エピソードはMetacriticなどで高評価を得ている。

### Telltale Games閉鎖の影響
2018年9月21日、Telltale Gamesは資金難を理由にスタジオ閉鎖を発表。9月25日のエピソード2リリースを最後に、各ストアにおいて本作は無期限の販売休止となった。閉鎖発表の時点で既に従業員のほとんどが解雇されており、同社による開発継続は不可能な状態に陥った。
2018年10月7日、原作グラフィックノベル『ウォーキング・デッド』の作者ロバート・カークマンらが創業者であるSkybound Entertainmentは、同社のゲーム出版部門 (Skybound Games) が本作の開発指揮および販売を引き継ぐと発表。元々Skybound Gamesに開発部門はないため、解雇された前Telltale開発メンバーの大多数と新規契約し、彼らを中心にエピソード3以降の開発を再開した。
2019年9月、本作を含むTelltaleシリーズ全作品および各種特典を一括収録した『The Walking Dead: 完全版』（The Walking Dead: Definitive Edition）をSkyboundからリリースした。全作品のグラフィックを本作（シーズン4）と同タイプにリメイクしている。対応機種はPS4/Xbox One、日本語非対応。

## 登場人物
「声」には英語音声版の声優を記載。フラッシュバック場面を含め、過去作で登場した人物が何名か引き続き登場する。

### 主要人物
クレメンタイン（クレム）　[Clementine]
声 - メリッサ・ハッチソン
本作のプレイヤーキャラクター。『シーズン1』（当時8歳）から登場し続けている唯一の人物。16歳の女子。
前作から更に年月を経て、サバイバル能力とリーダーシップをより高めている。
アルヴィンJr. (A.J.) 　[Alvin Junior]
声 - テイラ・パークス
ゾンビアポカリプス後（シーズン2）に誕生。死亡した両親（アルヴィン、レベッカ）に代わり、クレメンタインたちが前作まで保護してきた。5歳の男児。
この世界で生き延びるための心得を十分に教え込まれており、年少ながら銃も扱え、精神的にも逞しい。しかし、クレメンタイン以外の「人間」と接した経験が極めて乏しいため、ボーディングスクールのメンバーとの交流では自他共に困惑する場面もみられる。

### ボーディングスクール
個々に何らかの問題を抱える子供たちがかつて生活していた寄宿学校。ゾンビアポカリプス当初は大人を含む数十名の生存者がいたが、現在は10人の子供を残すのみとなっている。
マーロン　[Marlon]
声 - レイ・チェイス
ボーディングスクールで生活するグループのリーダー格の男子。コンパウンドボウを扱う。
上辺では気丈だが、大人が居なくなった状況でグループを維持しなければならない困難を痛感している。
ルイス（ルー）　[Louis (Lou)]
声 - スターリング・サリーマン
ドレッドヘアの男子。マーロンとは幼馴染で親友同士。
いつも陽気で、ジョークのセンスに富む。上手ではないが、ピアノの弾き語りもできる。
バイオレット（バイ）　[Violet (Vi)]
声 - ギデオン・アドロン
主に狩りや調達を担当する、細身でショートヘアの女子。心根は優しいのだが非社交的で、皮肉屋な面がある。
ゲーム展開によっては、クレメンタインに恋愛感情を抱く。
テネシー（テン）　[Tennessee (Tenn)]
声 - ザイール・ハンプトン
右額に大きな傷跡がある、物静かな男児。情景を想像して絵を描くことが趣味。
ミネルバ（ミニー）とソフィという双子の姉がいたが、マーロンやブロディからは「1年前ウォーカーにやられた」と聞かされている。
ブロディ　[Brody]
声 - ヘディ・バーレス
主に狩りや調達を担当する女子。1年前にミネルバとソフィを失って以降、仲間が安全地帯圏外へ出ることに対して異常にヒステリックになっている。
アシム　[Aasim]
声 - リテッシュ・ラジャン
主に狩りや調達を担当する男子。毎日の出来事をノートに記録している。ルビーに気がある様子。
ルビー　[Ruby]
声 - アリ・ヒリス
少し太めの女子。応急治療の心得がある。後ろから近寄ったことでAJに手を噛まれ激怒するが、後に仲直りする。
オマー　[Omar]
声 - キース・シルバースタイン
主に調理を担当するアフロヘアーの男子。
ミッチ　[Mitch]
声 - ロビー・デイモンド
科学の雑知識がある男子。化学肥料から爆弾を製造することもできる。歯に衣着せぬ性格で、AJの重大な仕打ちに対しては誰よりも強く非難する。
ウィリー　[Willy]
声 - ジャスティン・カウデン
主に見張りを担当する、小柄で細身の男子。ミッチと仲が良い。
ロージー　[Rosie]
元々は寄宿学校長が飼っていたが、現在はマーロンが世話している犬（ピットブル系）。命令を受けて、ウォーカーの頭に噛みつくこともできる。

### その他
エイブル (アベル)  [Abel]
声 - アレックス・フェルナンデス
駅構内でクレメンタインらを脅した、みすぼらしい細身の男。「デルタ」のメンバー。
リリー・カール　[Lilly]
声 - ニッキー・ラップ
『シーズン1』の生存者で（詳細）、同作以来の登場となる30代の女性。「デルタ」のメンバーで、襲撃グループのリーダー。
髪はショートヘアになり、残忍さも加わるが、かつて生存者グループ仲間だったクレメンタインに対しては非情になりきれない感情もみせる。
ミネルバ（ミニー）　[Minerva (Minnie)]
声 - チェラミー・リー
テネシーの双子の姉。1年前「デルタ」に連れ去られ、兵士として組織に心身とも従属することで生き長らえてきた。
ジェームズ　[James]
声 - ジョニー・ヨング・ボッシュ
クレメンタインが森で出会った韓国系の男子。ワシントンD.C.出身。
生存者コミュニティ間の抗争、人間同士の争いが嫌になり「Whisperers（ウィスパラーズ）」を離脱。現在は一人で行動している。
リー・エヴェレット　[Lee]
声 - デイヴ・フェノイ
『シーズン1』のプレイヤーキャラクター。クレメンタインの夢の中で登場する。

## コミュニティ・敵キャラクター
Delta（デルタ）
エイブル、リリーらが所属する大型コミュニティ。現在は別のコミュニティと戦争状態にある。
Whisperers（ウィスパラーズ、囁く者達）
腐敗した皮を被ってウォーカーと同化し、時にはウォーカーの群れを扇動して行動・生活するコミュニティ。人間だと気づかれぬよう、常に囁き声 (Whisper) で喋るためこの名が付いた。原作やテレビドラマ版（シーズン9以降）にも登場する。
Walker（ウォーカー）
作中に登場するゾンビ。行動様式や撃退法などはテレビドラマ版と概ね共通（『ウォーキング・デッド (テレビドラマ)#ウォーカー』を参照）。

## ストーリー

### エピソード 1-2
「New Frontier（ニュー・フロンティア）」でAJと生き別れたクレメンタインだったが、その後の捜索で無事AJを救出する。かつて幼い自分にリーがしてくれたように、クレメンタインは「私も命を懸けてAJを守る」と心に誓い、AJにあらゆるサバイバル術を教えながら、定住の地を探して2人で旅を続けていた。
数年後のある日、2人は物資を探索中にトラップに掛かり、周辺のウォーカーを大量に呼び寄せてしまう。車で逃げようとするも坂から転落し、クレメンタインが気を失う寸前、何者かが2人を救出して搬送する。クレメンタインが目を覚ますと、そこはボーディングスクールの一室だった。この寄宿学校で生存してきた子供たちだけのグループに助けられた2人は、ひとまず彼らと協力しながら生活を始める。
しかし、大型コミュニティ「Delta（デルタ）」のメンバーが、寄宿学校の子供たちを戦闘要員として徴用するため強引なやり方で手を伸ばしてくる。クレメンタインたちはデルタの襲撃に立ち向かうも死傷者を出し、更に何人かが連れ去られてしまう。

### エピソード 3-4
クレメンタインたちは元「Whisperers（ウィスパラーズ）」のジェームズの手助けも受けながら、ウォーカーの群れを逆に利用し、連れ去られた子供たちが監禁されているデルタの大型船に潜入する。
船に爆弾を仕掛けたのち、仲間を救出して離脱する計画だったが、デルタの抵抗に遭う。寄宿学校へ戻ろうとするが、爆発に呼び寄せられた大量のウォーカーにも囲まれ、仲間は散り散りになったうえ、クレメンタインも負傷する。AJはクレメンタインを連れて何とか小さな納屋に逃げ込むが、たちまち納屋もウォーカーに囲まれる。衰弱し身動きの取れなくなったクレメンタインは覚悟を決め、AJに最後の決断を委ねる。そしてAJは葛藤の末、クレメンタインに向かって斧を振り上げる･･･